# 斯威戴爾 (愛阿華州)
斯威戴爾（英語：Swaledale）是一個位於美國愛荷華州塞羅戈多縣的城市。

## 地理
斯威戴爾的座標為42°58′41″N 93°18′56″W / 42.97806°N 93.31556°W，而該地的平均海拔高度為351米（即1152英尺）。

## 人口
根據2010年美國人口普查的數據，斯威戴爾的面積為0.65平方千米，當中陸地面積為0.65平方千米，而水域面積為0.00平方千米。當地共有人口165人，而人口密度為每平方千米253人。